# جودی مینکس

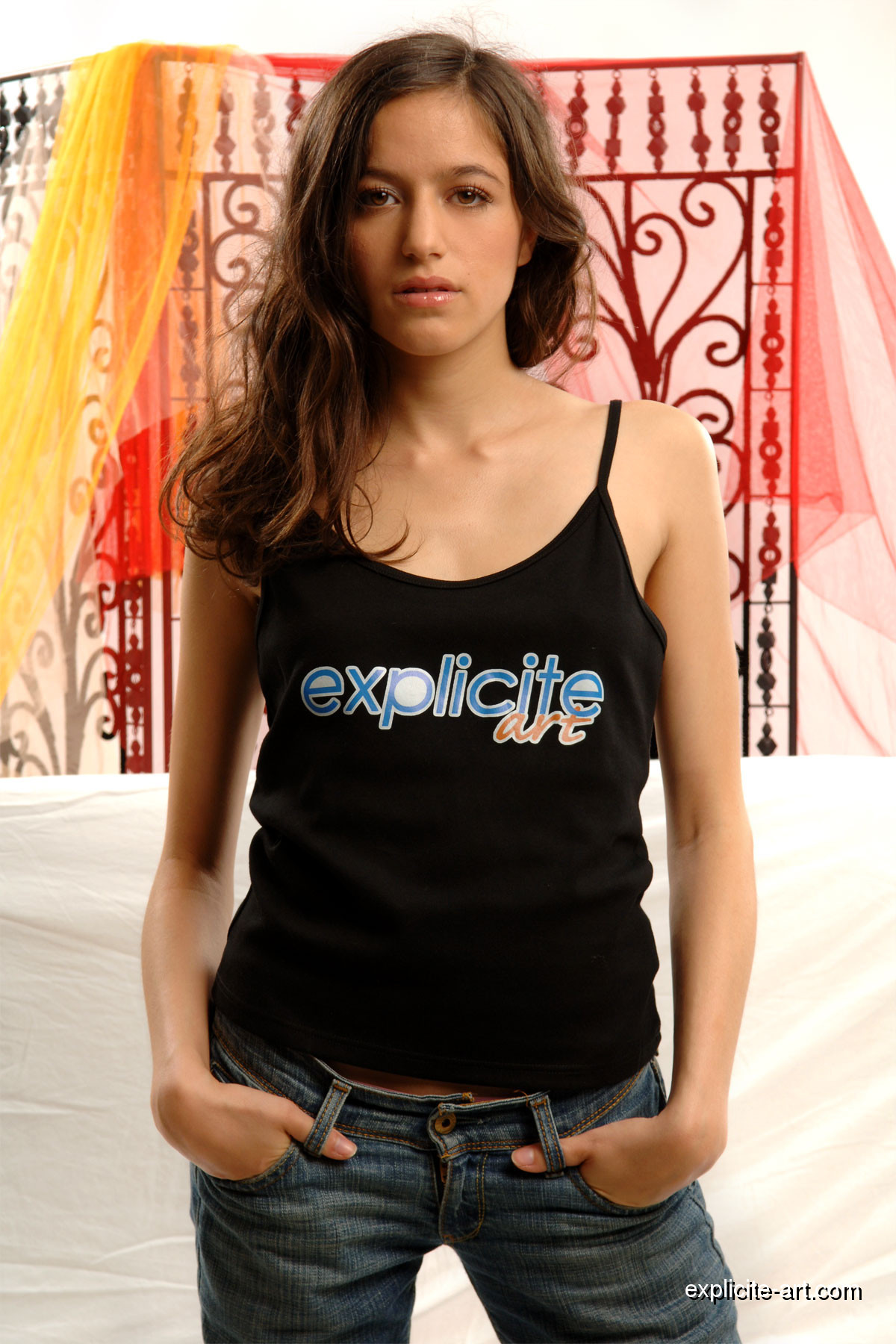

ژودی مینیکس (فرانسوی: Judy Minx‎؛ زاده ۴ ژانویهٔ ۱۹۸۹) یک بازیگر پورنوگرافی اهل فرانسه است.